# Tutai (sockenhuvudort i Kina, Hubei Sheng, lat 32,59, long 111,26)
Tutai (kinesiska: 土台, 土台乡) är en sockenhuvudort i Kina. Den ligger i provinsen Hubei, i den centrala delen av landet, omkring 360 kilometer nordväst om provinshuvudstaden Wuhan. Antalet invånare är 9 176. Befolkningen består av 4 479 kvinnor och 4 697 män. Barn under 15 år utgör 13,0 %, vuxna 15-64 år 75 %, och äldre över 65 år 10,0 %.
Runt Tutai är det ganska tätbefolkat, med 160 invånare per kvadratkilometer. Närmaste större samhälle är Xijiadian, 19,8 km norr om Tutai. I omgivningarna runt Tutai växer i huvudsak barrskog.
Genomsnittlig årsnederbörd är 900 millimeter. Den regnigaste månaden är augusti, med i genomsnitt 167 mm nederbörd, och den torraste är januari, med 8 mm nederbörd.